# Hans B. Benedikt
Hans B. Benedikt, gebürtig Hanns Bachus Benedikt, (* 11. März 1887 in Deutschland; † Oktober 1975) war ein deutscher Schauspieler bei Bühne und Film.

## Leben und Wirken
Über Benedikts Herkunft und seine frühen Jahre ist derzeit nichts bekannt. Er begann nach seinem Debüt in der Spielzeit 1908/09 am Stadttheater von Lindau seine Karriere im Fach des jugendlichen Komikers an kleinen Bühnen im deutsch-österreichischen Grenzland wie etwa in Trautenau und wurde in der Folgezeit als Allrounder, der Schauspiel, Gesang und Regie (erstmals am Bochumer Stadttheater in der Spielzeit 1910/11) in seinem Schaffen vereinte, eingesetzt. Zu seinen frühen Theaterstationen zählen, nur unterbrochen vom Kriegsdienst 1916/17, deutsche Provinzstädte wie Glogau, Hirschberg, Jena, Rudolstadt, Oppeln, Itzehoe und Wernigerode. 
1926 wurde er an das ehemalige Hoftheater zu Meiningen geholt und anfänglich vom Intendanten Willy Loehr auch häufig mit substantiellen Rollen bedacht. Nach der Machtübernahme durch die Nationalsozialisten 1933, intrigierte Benedikt gegen seinen Chef, dem er vorwarf, ihn in letzter Zeit bei der Rollenvergabe nicht mehr angemessen berücksichtigt zu haben. Er schwärzte Loehr bei den neuen Machthabern an, da der Intendant offensichtlich Probleme bei der Beschaffung eines Ariernachweises für eine seiner Großmütter hatte. Diese Denunziation zahlte sich für Benedikt jedoch kaum aus. Zwar hatte Willy Loehr seinen Chefposten zu räumen, doch bald darauf musste auch Benedikt Meiningen verlassen. Er ließ sich daraufhin in München nieder und spielte dort, ohne ein Festengagement zu erhalten, Theater. Während des Zweiten Weltkriegs erhielt er auch winzige Rollen in Filmen, die zumeist im Süden Deutschlands abgedreht wurden. Nach 1945 ist eine schauspielerische Aktivität des einstigen Regimegünstlings Benedikt nicht mehr nachweisbar.

## Filmografie
- 1940: Feinde
- 1941: Der scheinheilige Florian
- 1941: Der laufende Berg
- 1942: Peterle
- 1944: Der kleine Muck
- 1944/50: Die Kreuzlschreiber